# 10.6×25毫米R德國軍械彈
10.6×25毫米R德國軍械彈，又稱10.6毫米帝國轉輪手槍彈，10.6毫米服役軍械彈，或10.55毫米德國，是一款由德意志帝國研發的手槍彈藥。使用這款彈藥的是德意志帝國首兩款制式手槍，M1879和M1883帝國轉輪手槍。多數認為這款彈藥是發展自美國史密斯＆威森為俄羅斯帝國陸軍所研發的.44俄羅斯。
在10.6×25毫米R德國軍械彈帝國轉輪手槍開始於德軍服役時，就已經落後於其他國家所研發的同類彈藥槍械。不久，因應軍方採用魯格手槍，10.6×25毫米R德國軍械彈就漸漸被新式的9×19毫米魯格彈取代。 在完全退役前，它在第一次世界大戰和第二次世界大戰時，也有被極小量使用。